# Terroryzm skrajnie prawicowy
Terroryzm skrajnie prawicowy (ultraprawicowy) – terroryzm oparty na ideologii łączącej w sobie różne domieszki rasizmu, ksenofobii, szowinizmu, antysemityzmu, seksizmu, homofobii. Ogranicza się do pewnej formy bojówkarstwa (pobicia przy użyciu niebezpiecznych narzędzi oraz niszczenie mienia). Celem skrajnie prawicowych grup terrorystycznych najczęściej są imigranci, uchodźcy, osoby odmiennej rasy, osoby LGBT a także osoby o odmiennym światopoglądzie niż skrajnie prawicowy (lewicowych, pro-choice, feministycznych, ekologicznych, liberalnych, centrowych a także umiarkowanie prawicowych).
Rozwinął się na początku XX wieku. Pierwsze ataki po 1945 r. przeprowadzili niemieckojęzyczni separatyści Południowego Tyrolu dowodzeni przez działaczy ultraprawicy. W 1969 r. terroryzm prawicowy pojawił się we Włoszech, a potem w Hiszpanii. W latach 90. skrajna prawica skupiła się głównie na atakach wymierzonych w imigrantów w Europie a w XXI wieku także na mniejszościach seksualnych, feministkach i ekologach.
Do najgroźniejszych prawicowych organizacji terrorystycznych zalicza się m.in. Ruch Polityczny Nowy Porządek (PNFE), Wehrsportgruppe Hoffmann (WSGH), Front Akcja Narodowa Socjalistów (ANS), Nowy Porządek (ON), Zbrojne Komórki Rewolucyjne (NAR), Bojownicy Chrystusa Króla (GCR).
Najbardziej znani prawicowi terroryści to Amerykanin Timothy McVeigh i Norweg Anders Breivik. Inne przykłady to Amerykanie Robert Lewis Dear (antyaborcyjny), Robert Bowers (antysemityzm), William Atchison (antyimigracyjny), Dylann Roof czy James Alex Fields Jr. (obaj biała supremacja), Kanadyjczycy Alexandre Bissonnette (antyimigracyjny) i Marc Lépine (antyfeministyczny), Szwed Anton Lundin Pettersson (antyimigracyjny), Brytyjczyk Darren Osborne (islamofobia), Australijczyk Brenton Tarrant (islamofobia).

## Statystyki
Z Badania Erin Kearns z University of Alabama wynika, że ataki terrorystyczne muzułmanów otrzymały o 360% więcej informacji w amerykańskiej prasie w latach 2006-15 niż ataki przeprowadzane przez inne grupy. 

## Przyczyny
Ekonomista Armin Falk napisał w artykule z 2011 roku, że przestępstwa skrajnej prawicy, które obejmują motywy ksenofobiczne i rasistowskie, są powiązane ze stopami bezrobocia; wraz ze wzrostem bezrobocia wzrasta również prawicowy ekstremizm.
Istnieje hipoteza, że media społecznościowe mogą pomóc zmienić ekstremistów w terrorystów. Dane Study of Terrorism and Responses to Terrorism dotyczące ataków terrorystycznych w Ameryce Północnej, Europie Zachodniej i Oceanii stwierdza, że po zastoju we wczesnej połowie 2000 roku wybuchła fala prawicowych ataków terrorystycznych. Wtedy właśnie takie media zaczęły zdobywać popularność. Znaczna część przemocy skrajnie prawicowej jest spontaniczna.
W 2016 roku Thomas Greven zasugerował, że prawicowy populizm jest przyczyną prawicowego terroryzmu. Populizm ten wspiera awans „przeciętnego obywatela”, a nie agendy uprzywilejowanej elity. Greven definiuje prawicowych populistów jako tych, którzy wspierają etnocentryzm i sprzeciwiają się imigracji. Ponieważ prawicowy populizm tworzy klimat „my kontra oni”, prawdopodobieństwo wystąpienia terroryzmu jest większe. Głośny sprzeciw Donalda Trumpa wobec terroryzmu islamskiego przesłaniał prawicowy terroryzm w USA, gdzie prawicowe ataki terrorystyczne przewyższały liczbę ataków islamistycznych i lewicowych łącznie.

## Przykłady
15 marca 2019 roku 28-letni Australijczyk otworzył ogień w dwóch meczetach w Christchurch w Nowej Zelandii, zabijając 51 osób i raniąc 89 kolejnych. W 74-stronicowym manifeście zatytułowanym „The Great Replacement”  napisał, że jest wściekły, że „ziemie europejskie” są przejmowane przez imigrantów niebiałych. Atak nastąpił niecałe sześć miesięcy po tym, jak strzelec Robert Bowers zastrzelił 11 osób w synagodze w Pittsburghu w Stanach Zjednoczonych.